# Jitka Cerhová
Jitka Cerhová (née en 1947) est une actrice tchèque qui a joué dans quelques films  de la Nouvelle Vague tchécoslovaque.

## Biographie
En 1965, alors qu'elle est lycéenne, qu'elle vit encore chez ses parents à Liberec et qu'elle ne se destine pas à être actrice, Jitka Cerhová est choisie lors d'une Spartakiade par un directeur de casting pour jouer dans Les Petites Marguerites de Věra Chytilová.

## Filmographie
- 1966 : Les Petites Marguerites de Věra Chytilová
- 1967 : Les Martyrs de l'amour de Jan Němec
- 1968 : Objížďka de Josef Mach
- 1970 : Messieurs, j'ai tué Einstein d'Oldřich Lipský
- 1970 : Hlídač d'Ivan Renč
- 1977 : The Apple Game de Věra Chytilová